# Lucinia
Genre
Lucinia est un genre de papillons de la famille des Nymphalidae et de la sous-famille des Biblidinae et qui ne comprend qu'une seule espèce qui réside en Amérique.

## Dénomination
Le genre a été décrit par Jakob Hübner en 1823
Synonyme : Autodea Westwood, 1850.

## Espèce
- Lucinia cadma (Drury, 1773)[1].